# Wolfgang Kummer (Eishockeyspieler)
Wolfgang Kummer (* 29. März 1970 in Rosenheim) ist ein ehemaliger deutscher Eishockeyspieler, der unter anderem in der Eishockey-Bundesliga für den  SB Rosenheim, die Düsseldorfer EG und die Kaufbeurer Adler, aber auch in der deutschen Eishockeynationalmannschaft spielte. 

## Laufbahn
Wolfgang Kummer stammt aus dem Nachwuchs des SB Rosenheim und schaffte als 18-jähriger Nachwuchs-Nationalspieler in der Saison 1988/89 den Sprung in die Bundesligamannschaft, die in dieser Saison Deutscher Meister wurde. Nachdem er in seiner vierten Spielzeit in Rosenheim den Sprung in die deutsche Eishockeynationalmannschaft geschafft und an der Weltmeisterschaft 1992 in Prag teilgenommen hatte, wechselte er zur Düsseldorfer EG. Gleich in seinem ersten Jahr gewann er mit der DEG die Meisterschaft und hatte mit starken Leistungen seinen Anteil daran.
Neben weiteren Weltmeisterschaften spielte er auch bei den Olympischen Winterspielen 1994 im norwegischen Lillehammer, bei denen das deutsche Team den siebten Platz belegte. Nach seiner dritten Meisterschaft in der Saison 1995/96 verließ er Düsseldorf und wechselte zu den Kaufbeurer Adlern. Für eineinhalb Jahre blieb er im Allgäu, bevor er zum Jahresende 1997 nach Rosenheim zurückkehrte. Nachdem er nicht mehr an das frühere Niveau anknüpfen konnte, wechselte er Ende 1999 in die 2. Bundesliga zum ERC Ingolstadt. Dort blieb er bis zur Saison 2001/02. Nach drei weiteren Jahren in der 2. Bundesliga, in denen er für den SC Bietigheim-Bissingen, die Heilbronner Falken und die Füchse Duisburg auflief, beendete er seine aktive Karriere.